# Leon Wouters
Leo „Leon“ Wouters (* 18. Juni 1930 in Wechelderzande, heute Lille; † 27. März 2015 in Rijkevorsel) war ein belgischer Fußballspieler und -trainer.

## Sportlicher Werdegang
Wouters wuchs im belgischen Lille auf und spielte zunächst für den Vorortverein KFC De Vrede Wechelderzande, ehe er 1951 zum Royal Antwerpen in die Erste Division wechselte. Von der Transfersumme erwarb sein Heimatverein ein über einen Hektar großes Grundstück, auf dem sich der Verein anschließend dauerhaft ansiedelte. Bis 1964 lief der Linksaußen für seinen neuen Klub auf, zu den Höhepunkten gehörten der Gewinn des Meistertitels in der Spielzeit 1956/57 sowie der Erfolg im Landespokal zwei Jahre zuvor, als der KSV THOR Waterschei im Endspiel mit einem 4:0-Erfolg deutlich besiegt worden war.
Nach dem Ende der aktiven Karriere war Wouters zeitweise auch als Trainer tätig. Zwischen 1969 und 1972 betreute er Black Lion Rijckevorsel.